# 莱顿印刷博物馆
莱顿印刷博物馆（Drukkerijmuseum Leiden）是位于荷兰南荷兰省莱顿的博物馆。该馆主要展示19-20世纪的传统印刷业。
该馆并非坐落于莱顿旧城内，而是在旧城外的西南方向，属新建城区。该馆地址如下：Hoge Morsweg 117。